# Крепида
Крепида, крепидома (др.-греч. κρηπιδωμα — основание дома, от (др.-греч. κρηπίς — башмак) — в древнегреческой архитектуре — «основание дома», то же, что стереобат, фундамент, подножие, чаще трёхступенчатое. В более широком значении — основание, нижняя, опорная часть сооружения или его части, например пилона, колонны.
В иных случаях — опорная стена, построенная по периметру кургана. В курганах Евразии крепида традиционно образует каменную стену высотой до 2 метров. Для кладки обычно используются местные материалы (наиболее распространенный — известняк), но известны случаи, когда материал для строительства доставлялся за десятки километров.